# 蕭麗紅
蕭麗紅（1950年2月24日—），臺灣嘉義縣人，作家。她的小說文筆，字裡行間流露著濃厚的古典情懷，在台灣女性文學上，佔有相當重要的地位。民國69年以《千江有水千江月》獲聯合報小說獎長篇小說優等獎。其另一長篇小說《桂花巷》曾拍成電影。

## 生平
- 1950年，二月出生在嘉義縣布袋鎮。
- 1955年，五歲時父親因救火過世，寡母獨立養育姊弟三人，管教極嚴。童年常與阿嬤一起生活，得聞鄰里間庶民婦女的語言、信仰和習俗，極熱愛故鄉布袋鎮的歌仔戲。中學時即有文名。
- 1966年，九月第一篇散文老去日子裡的夢發表於《聯合報》副刊，11月、12月續刊隱去波紋的空間和都是那太陽。
- 1968年，省立嘉義女中畢業，就沒再升學，開始出外工作，擔負自己的生活；另外，她也讀過不少古典小說，《紅樓夢》尤深受她的喜愛。[2]
- 1969年，蕭麗紅北上工作，至1978年在大同公司上班，專門負責處理信件，同時兼顧閱讀和寫作。
- 1974年，四月《聯合報》副刊登出短篇小說黑妮，11月出版《冷金箋》小說集。
- 1977年，元月《桂花巷》問世，書中描述清末南臺灣北門嶼漁港，一位女子傳奇性的一生。其融合臺語謠諺和古典詞彙的特殊風格，以及成熟的人物刻鏤、情節佈局，使得此作成為蕭氏七○年代的暢銷名著，並改編為電影，頗獲好評。
- 1980年，獲得《聯合報》長篇小說首獎的《千江有水千江月》，以布袋蔡氏家族為敘述中心，從日常人倫中，細緻深刻體現出中華文化傳統的厚重真樸。[2]三十歲，蕭麗紅就踏入禮堂，丈夫是資訊工程學者，任教於臺灣大學；婚後，蕭麗紅的生活重心放在家庭裡，拒絕所有的演講與採訪，專心的照顧先生及子女。
- 1986年，二月出版的《桃花與正果》，[2]是蕭麗紅婚後沉潛期的作品。
- 1996年，12月出版的《白水湖春夢》，[2]則蘊含蕭麗紅追求大智慧過程所獲得的體悟。

其作品風格，甚受中國儒家思想的薰陶，於《紅樓夢》的浸淫尤深，加上對臺灣鄉土深厚的感情，及多年來潛心向佛，使其小說獨具殊異的語言美和意境。

## 著作
除小說《桂花巷》和《千江有水千江月》之外，尚有《桃花與正果》與《白水湖春夢》。

### 短篇小說
- 《黑妮》，聯合報副刊，1974年4月

### 中篇小說
- 《冷金箋》，臺北：皇冠出版社，1975年3月
- 《桃花與正果》，臺北：自印，1986年2月

### 長篇小說
- 《桂花巷》，臺北：聯合報社，1977年1月
- 《千江有水千江月》，臺北：聯合報社，1981年6月；北京:人民文學出版社，2006年5月
- 《白水湖春夢》，臺北：聯經出版公司，1996年12月

## 風格
縱觀蕭麗紅的小說創作，她喜歡透過大家庭的人物與生活點滴來宣揚中國傳統的道德倫理，並善於巧妙地融合閩南語的精華，寫出了鄉土之美，人情之善，使讀者能感悟中國文化傳統精神的真義。齊邦媛就曾指出她的作品：「寫的都是中國文化的光明面。」

## 研究
- 《蕭麗紅「千江有水千江月」中「月」意象之運用探討》，張博鈞，第二屆中文系大學部論文發表會論文集-受業集(二)，2001年5月
- 《蕭麗紅小說研究:1966-1996》，黃玲玲，碩士論文-國立中興大學中國文學系，2001年
- 《蕭麗紅桂花巷研究》，翁似姍，碩士論文-國立中山大學中國文學系，2001年
- 《蕭麗紅小說的語言建構與鄉土想像》，陳美妃，第四屆台灣語言及其教學國際學術研討會論文集，2002年4月
- 《蕭麗紅小說中女性主體反思之研究》，江玉珮，碩士論文--國立屏東師範學院國民教育研究所，2002年
- 《蕭麗紅小說中的人物與鄉俗:以桂花巷、千江有水千江月、白水湖春夢為例》，沈麗香，碩士論文-國立中正大學中國文學研究所，2003年
- 《通俗文學中之特性探討:以臺灣蕭麗紅「桂花巷」與德國馬勒爾-出賣的靈魂」等兩部女性小說之比較研究》，周淑君，碩士論文--中國文化大學德國語文學研究所，2003年[3]
- 《從鄉土到淨土:蕭麗紅小說的文化意識與宗教情懷》，董麗芬，碩士論文-銘傳大學應用中國文學系碩士在職專班，2004年
- 《蕭麗紅白水湖春夢析論》，黃美蘭，碩士論文-國立中山大學中國文學系碩士在職專班，2005年
- 《由蕭麗紅小說看臺灣女作家的女性意識》，林慧華，碩士論文-元智大學資訊社會學研究所社會學組，2005年
- 《從傳統到現代:八○年代以降女性小說的發展:以蕭麗紅、蕭颯為中心》，宋怡慧，碩士論文-國立政治大學中國文學系國文教學碩士班，2006年
- 《蕭麗紅白水湖春夢小說研究》，謝惠莉，碩士論文-南華大學文學系碩士班，2006年
- 《作家筆下的布袋風景:以蕭麗紅作品「千江有水千江月」為例》，曾恕梅，第二屆嘉義研究學術研討會論文集，2007年4月
- 《蕭麗紅小說婚戀書寫之研究》，何佳倫，碩士論文-國立臺中教育大學語文教育學系，2007年
- 《蕭麗紅小說的民俗書寫》，莊霈涵，碩士論文-國立臺灣師範大學臺灣文化及語言文學研究所碩士學位在職進，2009年[4]
- 《蕭麗紅白水湖春夢研究》，何淑惠，碩士論文-國立彰化師範大學國文研究所國語文教學碩士班，2009年
- 《蕭麗紅小說中的生活空間詮釋:以桂花巷、千江有水千江月、白水湖春夢》，黃文弘，碩士論文-國立中正大學臺灣文學研究所臺灣文化碩士在職專班
- 《蕭麗紅桂花巷小說研究》，藍令筑，碩士論文-銘傳大學應用中國文學系碩士在職專班，2010年
- 《蕭麗紅白水湖春夢中的佛教思想研究》，黃淑英，碩士論文-國立雲林科技大學漢學資料整理研究所，2011年
- 《蕭麗紅千江有水千江月中的女性宿命觀研究》，謝淑娟，碩士論文-華梵大學東方人文思想研究所碩士在職專班，2012年7月
- 《蕭麗紅小說運用於國文教學之研究》，陳嘉純，碩士論文-國立高雄師範大學國文學系中國文學教學碩士班，2012年
- 《蕭麗紅千江有水江千月人物研究》，王雅慧，碩士論文-國立高雄師範大學國文學系中國文學碩士班，2012年
- 《論雅買加.金潔德我母親的自傳與蕭麗紅桂花巷中的女性身分表述》，蔡承芳，碩士-東吳大學英國語文學系比較文學研究所 2013年
- 《蕭麗紅與蔡素芬長篇小說比較研究》，黃芳君，碩士-國立嘉義大學中國文學系碩士在職專班，2013年
- 《蕭麗紅小說在高中國文情意教學之研究》，林怡汝，碩士-國立高雄師範大學國文學系中國文學教學碩士班，2013年
- 《以華族文化為信仰:「三三」脈絡下的蕭麗紅小說研究》，林慧玲，碩士論文-國立政治大學中國文學研究所，2013年
- 《蕭麗紅桂花巷儒學思維之研究》，林淑英，碩士論文--國立雲林科技大學漢學資料整理研究所，2013年
- 《蕭麗紅千江有水千江月探究》，陳幸足，碩士--國立中山大學中國文學系(夜間專班)碩士在職專班，2014年
- 《漁村生活書寫:以蕭麗紅「桂花巷」一書為例》，楊淑雅， 200-5國際海洋文化研討會暨2005年海洋文化實務研討會論文集
- 《汶化中國的譯/義:以蕭麗紅「千江有水千江月」 的翻譯個案為例》，蔡玫姿，去國‧汶化‧華文祭-2005年華文文化研究會議暨中華民國文化研究學會